# Men of Valor
Men of Valor är ett first person shooter-spel, utvecklat av 2015 Inc. och utgivet av Vivendi SA. Spelet släpptes till Windows och Xbox under 2004. Det utspelar sig under Vietnamkriget och man spelar som en infanterist i den amerikanska marinen och utför uppdrag tillsammans med en grupp soldater. Spelet innehåller tretton krigsuppdrag som tar spelaren igenom Vietnams djungel. 